# Emiliani (Stradivarius)
Pour les articles homonymes, voir Emiliani.
 (novembre 2017).
Si vous disposez d'ouvrages ou d'articles de référence ou si vous connaissez des sites web de qualité traitant du thème abordé ici, merci de compléter l'article en donnant les références utiles à sa vérifiabilité et en les liant à la section « Notes et références ».
L’Emiliani est un violon créé par Antonio Stradivari connu sous le nom de Stradivarius. Ce violon a été fabriqué en 1703.
Aujourd’hui l’Emiliani appartient et est joué par la célèbre violoniste Anne-Sophie Mutter qui possède aussi le Lord Dunraven, créé en 1710.